# Kuokimmuodka

Kuokimmuodka (samiska Kuokkimasmuotke) var under 1800-talet ett gemensamt gränsmärke (riksröse 294) för Sverige, Norge och Finland (då tillhörande Ryssland) på 69° 3' 21" nordlig bredd. 
Gränsmärket betecknades sedan konventionen i Torneå 1810 länge som Sveriges nordligaste punkt, men vid gränsuppgången 1887 konstaterades att gränsen mellan Sverige och Finland inte går över Kuokimmuodka, utan 150 meter väster om detta, i bäcken Radjejokk (finska Rajajoki; ett källflöde till Könkämäälven - enligt fredsavtalet 1809 går gränsen Sverige–Finland i älven). Där uppfördes 1901 Treriksröset som nytt gemensamt riksröse för de tre rikena, vid sjön Koltajaure, och Kuokimmuodka ligger nu helt och hållet inom Finland.